# Vale de Nogueiras
Vale de Nogueiras est une localité de la commune portugaise de Vila Real. 

## Histoire
La réorganisation administrative de 2012/2013 a uni les territoires de l'ancienne paroisse de Vale de Nogueiras à celle de Constantim.
Elle comprend sur son territoire les localités suivantes : Assento, Carro Queimado, Carvas, Galegos, Ludares, Santa Marta et Vale de Nogueiras.
L'ancien premier ministre Pedro Passos Coelho a vécu dans le village pendant son enfance.

### Lieu d'intérêt
- Le sanctuaire de Panóias